# Anton Stres
Anton Stres (Donačka Gora, 15 dicembre 1942) è un arcivescovo cattolico sloveno.

## Biografia
Anton Stres è nato a Donačka Gora il 15 dicembre 1942.

### Formazione e ministero sacerdotale
Ha frequentato la scuola primaria (per quattro anni) nel suo paese natale, e terminato la scuola secondaria (altri quattro anni) a Rogaška Slatina. Ha continuato i suoi studi presso il Seminario propedeutico inter diocesano di Zagabria, dando l'esame di maturità nel 1962. Il 22 agosto 1960, a Belgrado, era entrato nella Congregazione della missione, i cui membri sono comunemente noti come vincenziani o lazzaristi.
L'educazione di Stres è stata poi sospesa per due anni a causa del servizio militare obbligatorio nell'esercito nazionale jugoslavo; era di stanza a Ohrid, in Macedonia.
Nel 1963, dopo aver completato il servizio militare, è entrato nella facoltà di teologia dell'Università di Lubiana, dove ha completato un ciclo di tre anni di studio. È stato poi inviato alla facoltà di teologia dell'Institut catholique de Paris, dove ha ottenuto una licenza di sacra teologia nel 1969. Durante questo periodo, ha emesso la professione perpetua il 28 marzo 1967 ed è stato ordinato sacerdote il 20 aprile dell'anno successivo. Ha continuato i suoi studi presso la facoltà di filosofia dell'istituto e conseguito un master in filosofia nel 1972.
Lo stesso anno, Stres è tornato alla facoltà di Lubiana come studente laureato e assistente istruttore presso il dipartimento di filosofia; il 1º ottobre 1974 ha difeso la sua tesi di dottorato sullo sviluppo della comprensione marxista della religione nel dopoguerra in Jugoslavia, ottenendo così il dottorato in teologia.
Dopo questo, Stres è tornato a Parigi per gli studi post-dottorato presso la facoltà di filosofia dell'Institut catholique di Parigi; il 30 novembre 1984 ha conseguito un secondo dottorato di ricerca.
Il 3 ottobre 1984, Stres è stato promosso docente universitario. In seguito è stato nominato professore assistente (il 14 febbraio 1977), professore associato (il 7 settembre 1985) e professore ordinario (il 26 maggio 1990). Nel decennio 1983-1993 è stato a capo del dipartimento di filosofia, mentre nei periodi 1985-1987 e 1997-1999, vice-preside della facoltà e dall'ottobre 1999 al settembre 2000 preside della facoltà. Nel corso della sua carriera accademica ha scritto 18 libri e oltre 300 articoli di ricerca.
Tra il 1988 e il 1997, è stato visitatore provinciale della Provincia jugoslava della Congregazione della missione, e dopo il 1992 della Provincia slovena.
Dal 1985 al 2010 è stato anche presidente della Commissione giustizia e pace della Conferenza episcopale slovena.
È stato anche vicepresidente della Conferenza delle Commissioni europee giustizia e pace (dal 1995 al 1999), consultore del Pontificio consiglio della giustizia e della pace (dal 1994) e presidente del Comitato della Conferenza episcopale slovena per le relazioni con la Repubblica di Slovenia (dal 1997).

### Ministero episcopale
Il 13 maggio 2000 papa Giovanni Paolo II lo ha nominato vescovo ausiliare di Maribor e titolare di Ptuj. Ha ricevuto l'ordinazione episcopale, nella cattedrale di Maribor, il 24 giugno successivo dal vescovo della città Franc Kramberger, coconsacranti l'arcivescovo di Lubiana Franc Rodé e il vescovo di Capodistria Metod Pirih.
Nel 2004 è diventato rappresentante della Conferenza episcopale slovena alla Commissione delle conferenze episcopali della Comunità Europea e nel 2007 è stato eletto vicepresidente della Conferenza episcopale slovena.
Il 7 aprile 2006 papa Benedetto XVI ha riorganizzato le circoscrizioni ecclesiastiche della Chiesa cattolica in Slovenia. Sono state erette tre nuove diocesi (Celje, Murska Sobota e Novo Mesto), mentre la diocesi di Maribor è stato elevata ad arcidiocesi metropolitana. Contestualmente ha nominato Stres primo vescovo di Celje. Il 21 maggio successivo ha preso possesso canonico della diocesi nella cattedrale di San Daniele. Il 31 gennaio 2009, lo stesso pontefice lo ha nominato arcivescovo coadiutore di Maribor e, allo stesso tempo è diventato amministratore apostolico di Celje.
Il 28 novembre 2009 è stato nominato arcivescovo metropolita di Lubiana e primate di Slovenia; il 24 gennaio 2010 ha preso possesso dell'arcidiocesi. In questo ruolo è diventato anche Gran Cancelliere della sua alma mater.
L'11 gennaio 2010 è stato anche eletto presidente della Conferenza episcopale slovena. Nel 2012, è stato confermato nella carica.
Il 31 luglio 2013, su richiesta della Santa Sede, si è dimesso a causa della sua parziale responsabilità nella grave crisi finanziaria dell'arcidiocesi di Maribor. Nel 2010 una serie anomala di richieste di mutui da parte dell'arcidiocesi di Maribor indusse la Santa Sede a inviare in Slovenia un visitatore apostolico che portò alla luce una dissennata gestione finanziaria che si protraeva almeno dal 2003. La questione in effetti nel 2007 era già stata oggetto di inchieste giornalistiche, che tra le altre questioni stigmatizzavano la scelta di avere partecipazioni, sia pure indirette, in un'emittente televisiva pornografica. A detta degli ispettori ministeriali l'entità del debito rendeva quello della Chiesa cattolica slovena il più grande crac finanziario della storia del Paese.
Il 3 maggio 2018 papa Francesco lo ha nominato consultore del Pontificio consiglio della cultura.

### Altro
Stres è membro dell'Associazione guide e scout cattolici sloveni. Durante gli sforzi della Slovenia per l'indipendenza, Stres è stato membro fondatore del Comitato per la difesa dei diritti umani e in seguito membro del suo collegio.

## Genealogia episcopale
La genealogia episcopale è:
- Cardinale Scipione Rebiba
- Cardinale Giulio Antonio Santori
- Cardinale Girolamo Bernerio, O.P.
- Arcivescovo Galeazzo Sanvitale
- Cardinale Ludovico Ludovisi
- Cardinale Luigi Caetani
- Cardinale Ulderico Carpegna
- Cardinale Paluzzo Paluzzi Altieri degli Albertoni
- Papa Benedetto XIII
- Papa Benedetto XIV
- Papa Clemente XIII
- Cardinale Marcantonio Colonna
- Cardinale Giacinto Sigismondo Gerdil, B.
- Cardinale Giulio Maria della Somaglia
- Cardinale Carlo Odescalchi, S.I.
- Cardinale Costantino Patrizi Naro
- Cardinale Lucido Maria Parocchi
- Papa Pio X
- Cardinale Gaetano De Lai
- Cardinale Raffaele Carlo Rossi, O.C.D.
- Cardinale Amleto Giovanni Cicognani
- Arcivescovo Michele Cecchini
- Arcivescovo Franc Kramberger
- Arcivescovo Anton Stres, C.M.